# Melite
Melite (in greco antico: Μελίτη?, Melíte) era il nome di un demo dell'Attica, situato nel centro della città di Atene, all'interno delle mura erette da Temistocle ed a ovest dell'Acropoli. Includeva l'Agorà e la Pnice.

## Etimologia
Il nome del demo deriverebbe da Melite, figlia di Mirmece e nipote di Melanippo. Si diceva che avesse iniziato Eracle ai Misteri Eleusini minori e alcune fonti la ritraggono come madre del figlio di Eracle, Illo. Nei secoli XIX e XX si riteneva che il nome derivasse da un influsso fenicio, infatti è omofono degli antichi nomi dell'isole di Malta e di Samotracia; oggi invece si crede che il toponimo derivi dalla parola "miele" (in greco antico: μέλι?, méli).

## Descrizione
Oltre alla Pnice e agli edifici pubblici dell'agorà, a Melite c'era anche il tempio di Efesto (Ephaisteion), detto erroneamente di Teseo. Esisteva inoltre un santuario di Eracle Alessicaco, con una statua di Fidia o del suo maestro Agelada eretta per commemorare la fine di un'epidemia nel 429 a.C.
Eurisace, figlio di Aiace Telamonio, era il titolare di un santuario in cui veniva venerato insieme a suo padre. Si diceva che egli migrò insieme a suo fratello ad Atene e concesse agli Ateniesi l'isola di Salamina in cambio della cittadinanza; questo mito probabilmente era stato divulgato nel VI secolo a.C. per giustificare la conquista ateniese di Salamina. Tra i discendenti di Eurisace c'erano molti sacerdoti e importanti aristocratici, tra cui Alcibiade.
Nel demo si trovava inoltre un tempio di Teseo, in cui si diceva che ci fosse la tomba dell'eroe. La tradizione diceva che gli abitanti originali del demo emigrarono a Diomea, dove portarono con loro il culto di Eracle.
Melite era un luogo molto popoloso: tra gli abitanti non originari di qui c'erano Epicuro, che lasciò la sua casa ai successivi capi della sua scuola; Callia II, figlio di Ipponico II; Focione; Temistocle, che fece costruire vicino alla propria casa un tempio di Atena Aristobula.